# 286 Iclea
Iclea (định danh hành tinh vi hình: 286 Iclea) là một tiểu hành tinh lớn ở vành đai chính. Ngày 3 tháng 8 năm 1889, nhà thiên văn học người Áo Johann Palisa phát hiện tiểu hành tinh Iclea khi ông thực hiện quan sát ở Viên và đặt tên nó theo tên nhân vật nữ anh hùng trong tiểu thuyết Uranie của nhà thiên văn học người Pháp Camille Flammarion.